# Terrerol
El terrerol(Agaricus bitorquis), també anomenat terroler o camperol dels carrers, és el rubiol més representatiu del grup dels terrerols.
Es un rubiol robust que es caracteritza per, quan es desenvolupa i creix, la capacitat d'aixecar el terreny, per dur i compacte que sigui.

## Taxonomia
Va ser descrit per Lucien Quélet com Psalliota bitorquis. Saccardo, el 1887, va proposar la combinació actual
El seu nom específic,bitorquis vol dir "dos collarets", ja que en llatí bis significa "doble" i torquis "collar", i és una al·lusió clara a l'anell doble que guarneix la cama d'aquest bolet

## Il·lustracions
Parra Sánchez, LA (2008): plate 134-145
Quélet L (1884)["1883"] Ass. Franç. Avancem. Sci. Compt. Rend. 12: Pl. VI, fig. 8

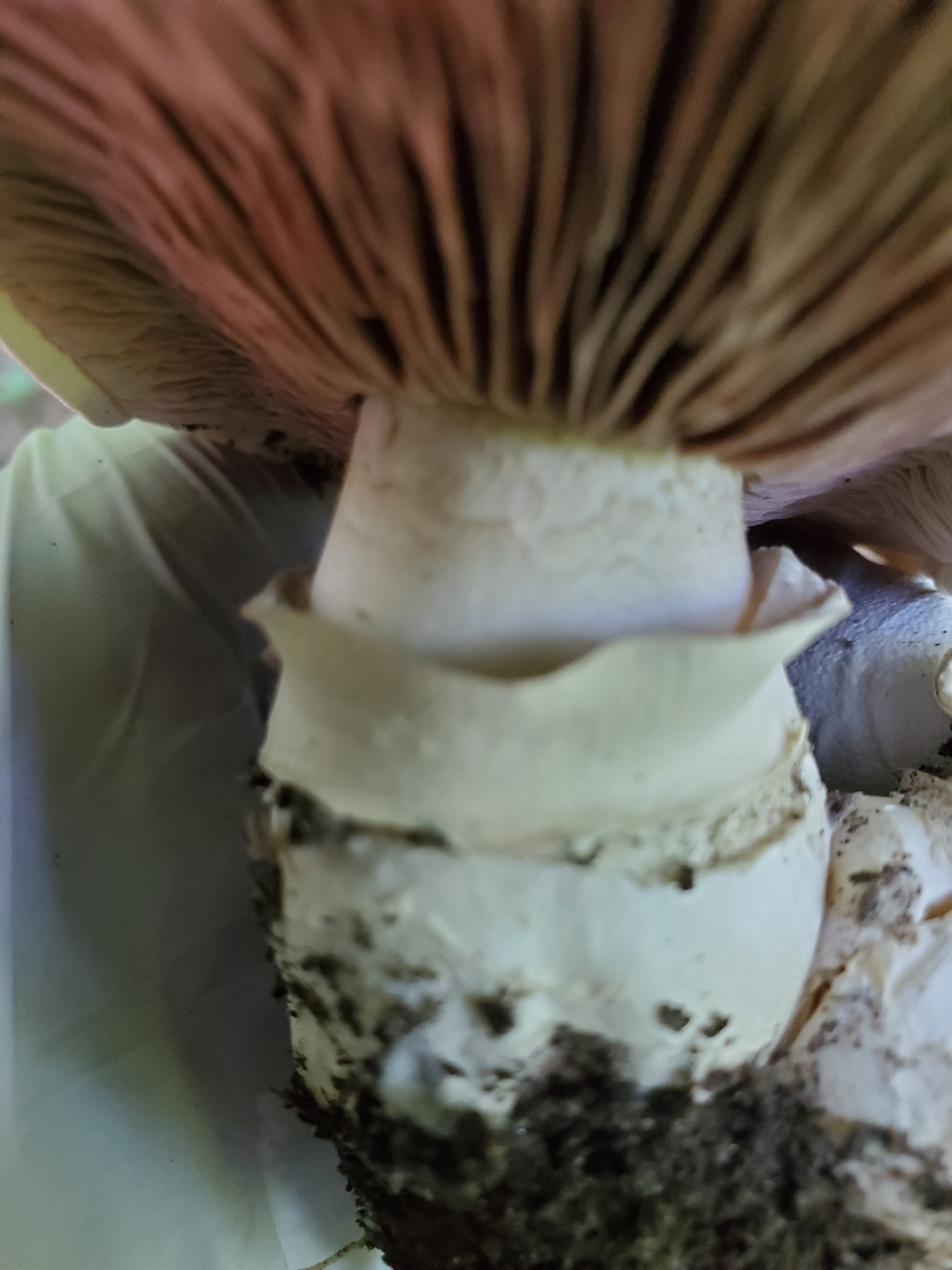
Anell doble del terrerol (Agaricus bitorquis)

## Descripció
El barret, que pot fer fins a quinze cm de rotllana, és molt carnós, blanc de jove i grogueja quan envelleix.
Porta làmines blanques que passen a rosades i a color xocolata, segons quin sigui el punt de maduració de les espores.
La cama és més aviat curta i rabassuda i està guarnida amb un anell doble, la part més externa i més baixa del qual pot prendre la forma d'una beina ascendent. Tant la cama com l'anell són blancs amb taques de color ocre, de fet, com tot el bolet.
La carn és ferma, blanca o rosada, amb suau olor i gust d'avellana. Segons on se'l cull, si s'olora de seguida, de vegades fa més olor d'asfalt que de bolet.

## Distribució i hàbitat
Bolet comú, des de primavera a principis d'hivern, però més característic de l'estiu

## Espècies semblants
Altres espècies que tenen la característica del vermelliment de la carn de la part apical de la cama i l'anell inferior, són terrerols. El més semblant és el terrerol tigrat (Agaricus subperonatus) pel fet de disposar de dos anells., 

## Comestibilitat
És un excel·lent comestible